# Leeuwenkop
Leeuwenkop (Afrikaans: Leeukop, Engels: Lion's Head) is een berg in Kaapstad, Zuid-Afrika tussen de Tafelberg en de Seinheuvel. De berg is 669 meter hoog. De piek creëert een dramatische achtergrond voor Kaapstad en is onderdeel van het Nationaal park Tafelberg.
In de 17e eeuw gaven de Nederlanders de berg de naam Leeuwenkop. De er aan vast zittende lagere Seinheuvel noemden ze Leeuwenstaart. Deze namen gaven ze omdat de vorm van de twee bergen tezamen doet denken aan een liggende leeuw.
De buitenwijken van Kaapstad omringen de berg bijna aan alle kanten, maar streng toezicht door de stad kon voorkomen dat huizen tegen de hogere hellingen gebouwd werden. Het gebied is van bijzonder belang voor de Kaapse Maleisische gemeenschap die historisch in de Bo-Kaap dicht bij Leeukop woonde. Op de lagere hellingen van de Leeukop bevinden zich een aantal historische graven en tempels (kramats) van Maleisische leiders.
Leeukop is bekend om zijn spectaculaire uitzicht over de stad, en de klim (45 minuten) naar de top is vooral populair tijdens volle maan. De berg is ook populair voor paragliding.
Het bovenste deel van de piek bestaat uit platte Tafelberg-zandsteen en de lagere hellingen zijn gevormd uit Kaapse graniet en de Malmesbury-formatie, die uit oudere pre-Cambrische rotsen bestaat. Leeukop in bedekt met fynbos met een rijke biodiversiteit.

## Afbeeldingen

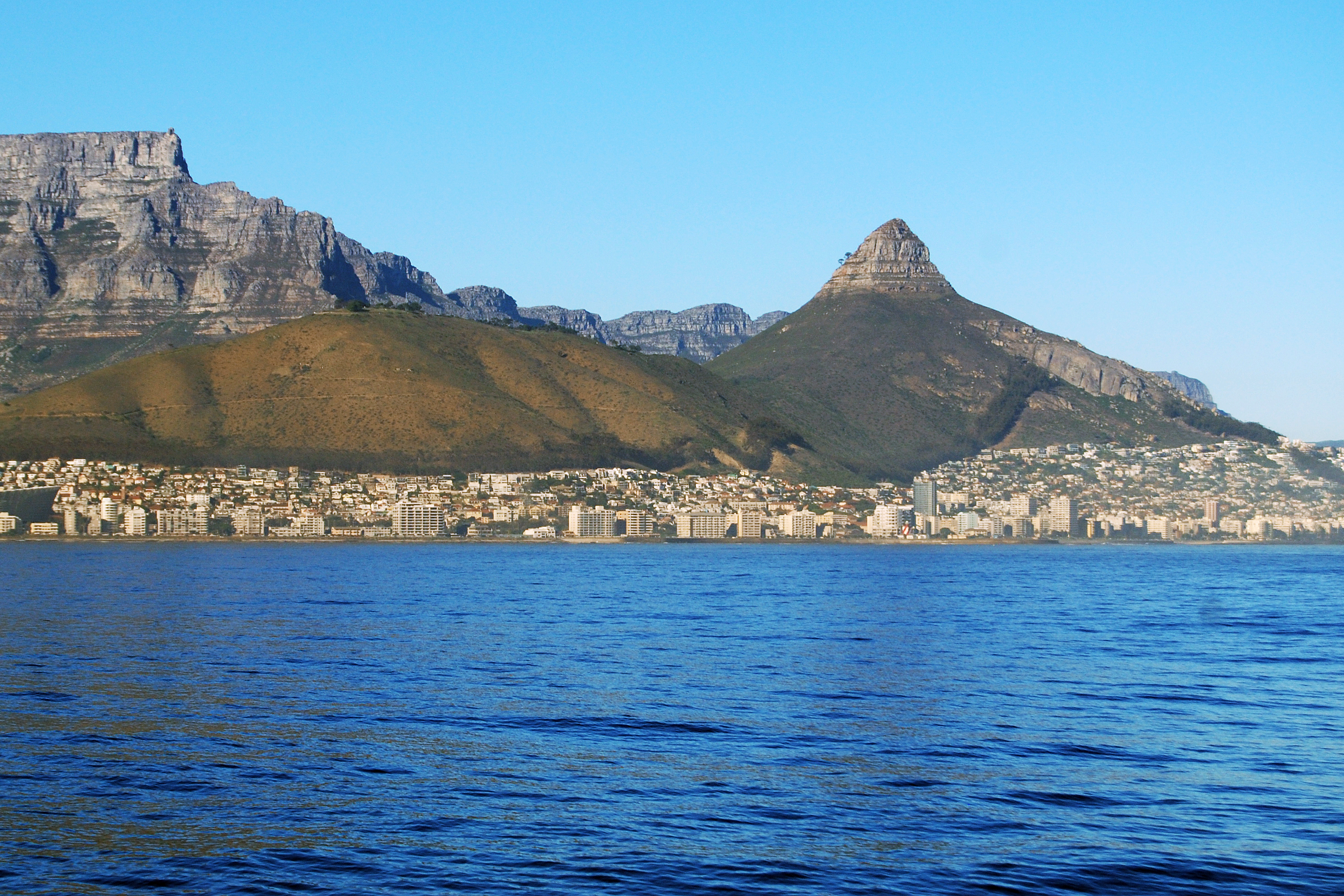
Leeuwenkop (rechts), Seinheuvel (linksvoor) en Tafelberg (linksachter), gezien vanaf Robbeneiland (noorden).
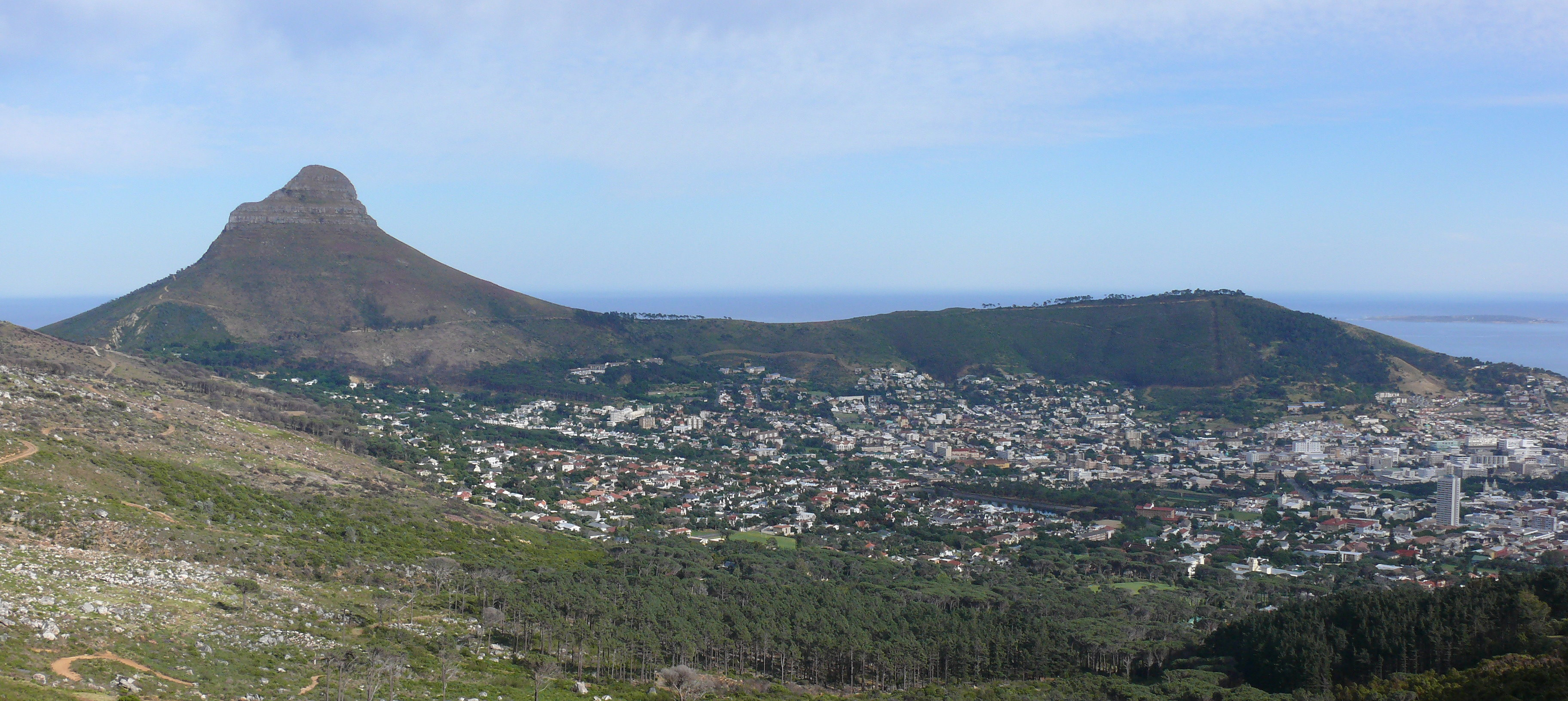
Leeuwenkop (links) en Seinheuvel (rechts), gezien vanuit het oosten.
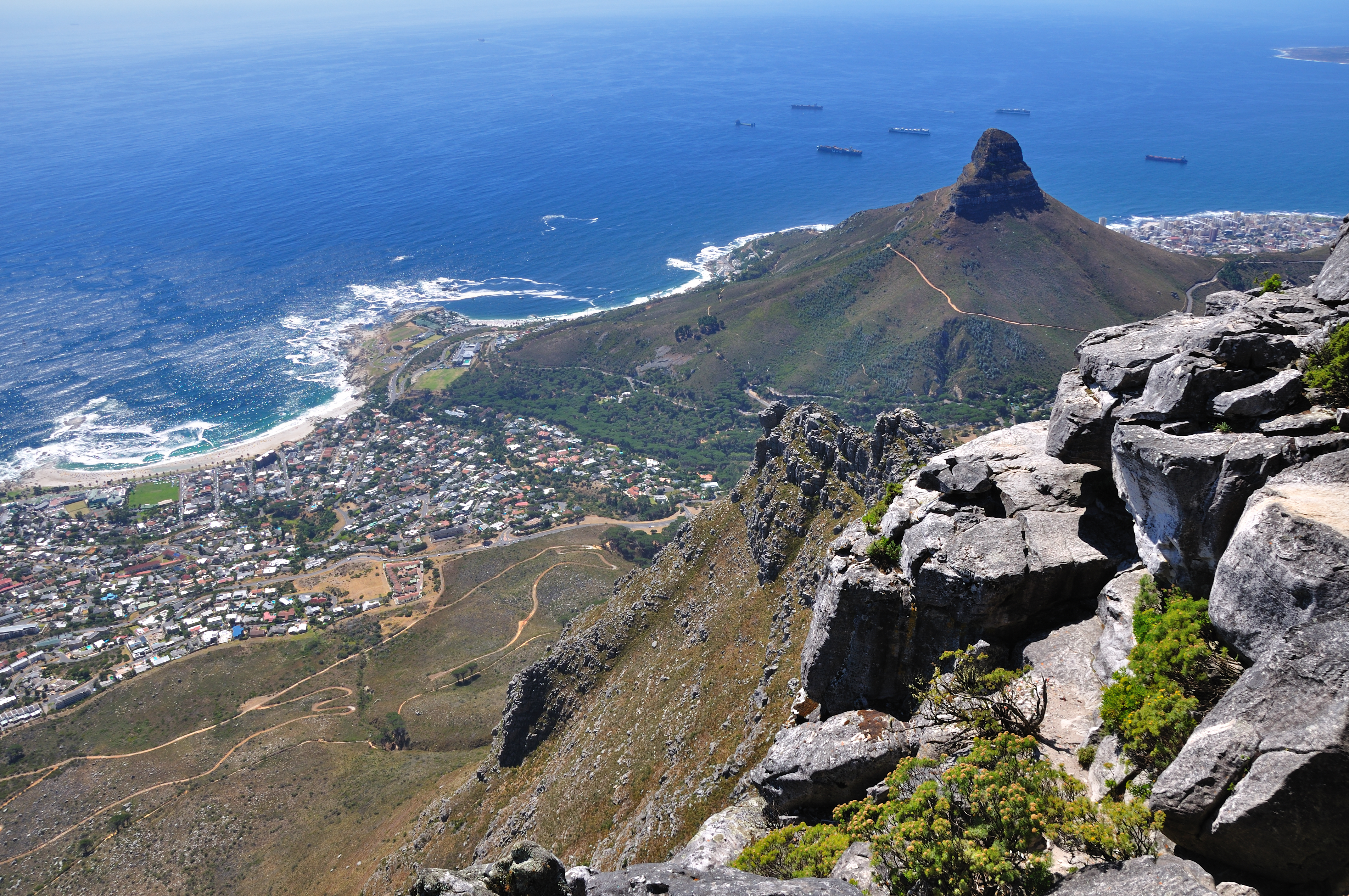
Leeuwenkop en Camps Bay, gezien vanaf de Tafelberg.
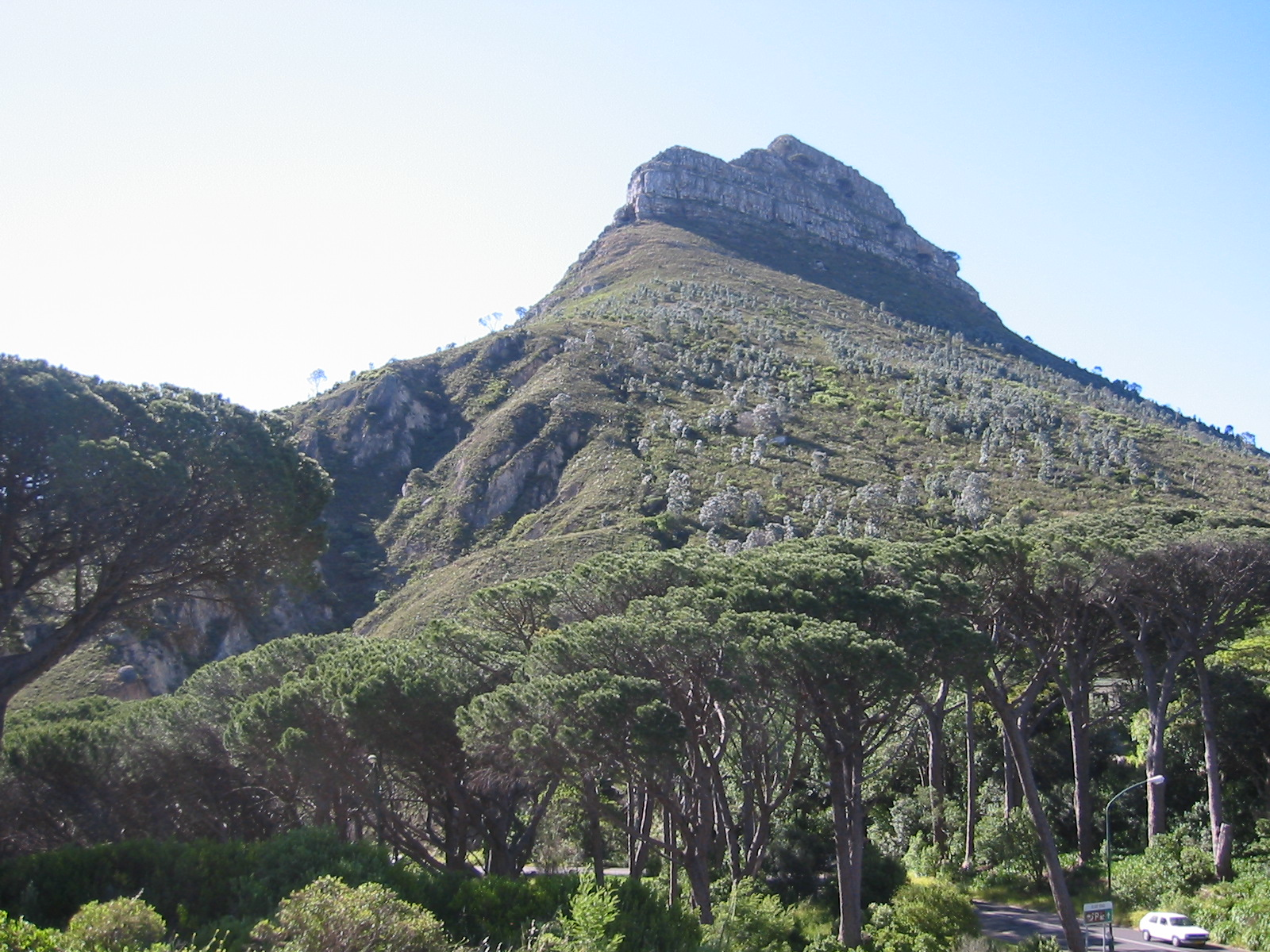
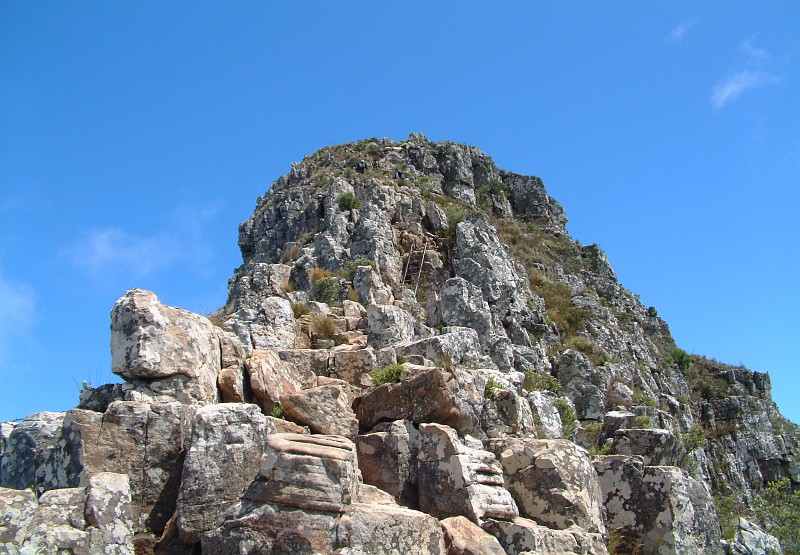